# الحود (الضالع)
الحود هي إحدى قرى الجمهورية اليمنية. وهي تتبع جغرافيًا لمحافظة الضالع الجنوبيه . وإداريًا لمديرية الضالع. يبلغ تعداد سكانها 1121 نسمة حسب الإحصاء الذي جرى عام 2004.
تتميز هذه القرية الصغيرة عن بقية القرى أنه منع للعلم والثقافة وكثرة الفقهاء ومشايخ وأعيان الدين.منذ زمن طويل ، من هولاء الفقهاء الفقية مقبل احمد حسين ، والقاضي عبدالله مقبل احمد ومحمد حمود السنمي ، والسيد محسن الطب ، والشيخ محمد محيسن علي ،وخليل السنمي ، وصادق العوجري هولاء هم من كان لهم الأثر الكبير في تعليم أهالي القرية كتاب والله وسنة نبيه.